# Ján Sawicki
Jan Sawicki (16. prosince 1909, Berežnyca (nyní Ukrajina) – 1997, Anglie) byl v meziválečných letech přední polský horolezec, který zaznamenal několik významných prvovýstupů ve Vysokých Tatrách.

## Život
Jan Sawicki žil až do roku 1939 v Zakopaném, kde chodil do školy a na gymnáziu odmaturoval. Nedokončil studia na Jagellonské univerzitě a po vypuknutí druhé světové války na veterinární fakultě na Lvovské univerzitě. Mezi oběma světovými válkami působil v polské armádě.
V začátcích horolezecké kariéry byli jeho spolulezci Tadeusz Brzoza, Stanisław Motyka, Witold Henryk Paryski, Tadeusz Pawłowski a Bronisław Czech. V letech 1930–1932 se Stanisławem Motykou uskutečnil několik prvovýstupů. Jeho partnery byli Karol Zając, Zoltán Brüll, Štefan Zamkovský a Stanisław Krystyn Zaremba.
Po roce 1934 byli jeho partnery, kromě Motyky a Zamkovského, Jan Gnojek a Jerzy Hajdukiewicz. Sawicki byl svými partnery hodnocen jako vynikající lezec, většinou prvolezec. Byl „bohémem“ Vysokých Tater. Měl rád život v horách. Nebyl ale horským vůdcem. Pod Tatrami na polské straně, vládla totiž přísná hierarchie. Sawicky nebyl goral a ti mezi sebou „přivandrovalce“ nechtěli.
Po vypuknutí druhé světové války a po okupaci Polska, začátkem října se dozvěděl, že je na černé listině gestapa a že po něm pátrají. Dne 5. října 1939 opustil Polsko a z Roztocké chaty přes Prielom prošel v doprovodu ředitele katovických sléváren na Zbojnickou chatu. Přes Slovenský ráj pokračoval k hranicím a svůj útěk zakončil v Sátoraljaújhely. 8. prosince 1939 se vydal do Budapešti. Pak pokračoval v útěku do Francie. Zde bojoval na Maginotově linii. Po prohraných bojích pokračoval do Švýcarska. Válečné události ho později zavedly do Španělska a nakonec do Anglie. Zúčastnil se vylodění spojeneckých vojsk v Normandii. Po válce žil v Anglii, kde pracoval jako malíř pokojů. Do Polska i na Slovensko přijel na návštěvu v roce 1974 a pak v roce 1988, kdy se zúčastnil horolezeckého týdne JAMES.

## Hodnotné prvovýstupy
- Skalním žebrem na Kozí štít (1929)
- Severním žlabem na Vyšnú Koziu priehybu (1929)
- Severovýchodní stěnou na štít Zlobivá (Stanisław Motyka)
- Východní stěnou na Vyšné Baštové sedlo (Stanisław Motyka)
- Jihozápadní stěnou na Ostrý štít (Stanisław Motyka)
- Jižní stěnou na Malý Ľadový štít (Stanisław Motyka)
- Traverz jižní stěny Ledové věže se Stanisławem Motykou
- Severní stěnou na Věž železné brány
- Jižní stěnou na Malý Ostrý štít
- Jihovýchodní stěnou na Bradavicu
- Východním pilířem na Pyšný štít
- Jižním žebrem na Ostrý štít
- Několik nových cest v masivu Končistá Gerlachu a Javorové věže
- Prvovýstup v zimě severozápadním žlabem na Wielku Buczynowu Turniu („Velká bučinová věž“) na východním hřebeni Svinice
- Prvovýstup v zimě jižní stěnou na Zamarłu Turniu („Zamrzlá věž“) na východním hřebeni Svinice
- Prvovýstup v zimě na Szczerbę (Štěrbina) v masívu Giewont od severu (sólovýstup)

## Dílo
Publikoval v polském horolezeckém časopise Taternik (Horolezec) a v jiných periodikách. Před smrtí připravoval vydání knížky Jak jsem poznal hory. Byl čestným členem Klubu Wysokogórskiego (vysokohorského klubu) a Polskiego związki alpinismu (Polského horolezeckého svazu).